# 日本国王
日本国王（にほんこくおう）は、日本の国王を意味する称号。
通常は中世期から近世期において、特に地方の皇族勢力や武家政権の長が対外的に使用した称号を指す。南北朝時代、九州を掌握する南朝後醍醐天皇皇子懐良親王が、明の太祖から「日本国王良懐（にほんこくおうりょうかい）」の封号を与えられ、日本国王に冊封された。次いで、室町時代、室町幕府3代将軍足利義満が、「日本国王源道義（にほんこくおうげんどうぎ）」として日本国王に冊封されて以降、室町将軍の外交称号として使用された。

## 沿革

### 足利義満以前
中国の史書では、日本の統治者を「倭王」と称していたが、唐代以後、「日本国王」号が使用されるようになり、『唐丞相曲江張先生文集』には「勅日本国王書（にほんこくおうにちょくするのしょ）」と記されている。『元史日本伝』には、1266年、元朝皇帝フビライ・ハーンから「日本国王」に送った国書があるが、両者とも天皇を呼んだものである。南北朝時代には、懐良親王が倭寇の取り締まりを条件に明朝から冊封を受け、「良懐」の名で日本国王の称号を受けている。懐良親王の勢力が駆逐された後は、幕府や九州の大名が「日本国王良懐」と称して対明貿易を行う変則状態が続く。

### 義満と日本国王冊封
室町幕府の最初の外交は中国の王朝が元から明に代わる直前の1366年（貞治元年）に倭寇禁圧を求める高麗の使節が来日したのが最初である。当時の北朝は高麗の使節が元の征東行中書省からの咨文（しぶん）と箚付（さっぷ）を持参したことから、かつての元寇などを理由に使節受け入れを拒否したが、2代将軍足利義詮は五山派の禅僧である春屋妙葩を仮に僧録の資格を与えて交渉に当たらせるとともに自らも使者に引見した。だが、朝廷（北朝）が使節の受け入れを拒絶していたため、義詮は正式な回答を高麗側に与えることができず、春屋妙葩の名義、世尊寺行忠の執筆によって非公式な返書を与えている（『善隣国宝記』・『鹿王院文書』）。
義詮の後を継承した足利義満は、日明貿易の一元支配を望み、1374年（応安3年）以来数次にわたって使節を送る。明朝側としても倭寇を取り締まる能力のある日本の支配者との通交の必要はあったものの、儒学復興が叫ばれていた当時、日本国王として冊封された懐良親王の上表文を持たない使者の来貢を認めない方針を採り、足利氏が日本の君主ではなく「持明」（持明院統の天皇のこと。明朝は「持明」を「良懐」（懐良親王）と日本の王位を争っている人物名と解釈していた）の臣下の「将軍」にすぎないことを理由に、通交を拒否していた（『明太祖実録』洪武7年6月乙未条及び同13年9月甲午条）。しかし、1380年に発覚した明の左丞相（大臣）胡惟庸の謀反と、当時辞官出家していた義満が、天皇の臣下という立場をとらずに通交を試みようとした結果、1401年（応永8年）、「日本准三后道義」の表文を携えて派遣された使節はついに目的を果たし、「日本国王源道義」宛の建文帝（在位1398年～1402年）の詔書を携えて明使とともに帰国した。義満は北山第に明使を丁重に迎え、自ら拝跪（はいき）して詔書を受けたという。
ところが、明使の滞在中、靖難の変（1399年～1402年）により成祖永楽帝（在位1402年～1424年）が即位。義満は永楽帝に宛てて国書を送った。即位して間もなく、簒奪者との謗りも受けていた永楽帝は、「外夷」からの使節の到来を自らの天子としての徳を証明するものとして喜び、義満に「日本国王之印」と通交に必要な勘合符を与えた。
こうして義満は「日本国王」の称号を獲得し、中華皇帝に臣従する外臣として認知され、華夷秩序における国王として承認された。これにより足利家が勘合貿易の主導権を握った。

### 義満以後
義満以来、室町幕府内でも異朝に臣従する姿勢に批判的な意見が根強かった。義満の死後、4代将軍となった足利義持は明と断交するが、6代将軍足利義教が明との国交を再開。国王号も復活した。これに伴い、朝鮮からの来書にも将軍を日本国王と称したが、日本側では、「日本国源某」の称号を用いた。なお、この時「日本国王」という称号を巡って議論があり、満済は管領細川持之を通じて「将軍は日本の覇王であり、国王の称号を用いて誰に憚るところがあるのか」と進言したと記している（『満済准后日記』永享6年6月15日条）。幕府の討議の結果、「只今鹿苑院殿の御沙汰を改めらるるの条々、一向彼の御非虚を異朝に仰せ顕わせらるるに相当たるべきか。（もし今鹿苑院殿（義満）の先例を改めるようなことをすれば、彼の虚偽を外国に言い出すようなものではないか）」として、日本国王号を採用した。しかし、一方で将軍が明皇帝の勅書を受ける際に将軍が拝礼することが問題になった。交渉の結果、拝礼の儀を簡略化することで合意が成立した。この際満済は当初反対していたが、賛成に回るにあたって「本当の日本国王が拝礼することは神慮に背くことになるが、将軍は明側が思っているだけの日本国王なので、拝礼は差し支えない」と回答している。
7代足利義勝以後の将軍が明の冊封を受けた事実は確認できない。だが、宝徳3年（1451年）に8代将軍足利義成（後の義政）が明の景泰帝に使節を派遣した時の上表文および景泰帝からの勅諭に用いられている義成の称号は「日本国王」であり、明側においても実際の冊封の有無を問わず、武家政権の長である義成（義政）を国王として認識していたことが分かる。なお、義政は家督を息子の義尚に譲った後も、祖父・義満に倣って「日本国准三后道慶」と署名した書状を朝鮮に送る（『善隣国宝記』所収文明18年遣朝鮮書及び『蔭涼軒日録』文明18年7月2・11日条）など、外交面においては主導的な立場を保持し続け、「日本国王」の地位を終生手放すことはなかった。その後も足利将軍は明や朝鮮では「日本国王」と認識されていたが、細川氏や大内氏、宗氏などが実際の外交の実権を握った。日本国王の上表文が偽造される場合もあった。義満の金印は戦乱により消失したため代用品として木印が用いられた。大寧寺の変の後に大内義長により作られた木印は毛利元就の手にわたり毛利博物館に所蔵されている。なお、大内義長と毛利元就は木印の保有者として日明交易の再開を求めたが簒奪者として朝貢を認められなかった。
日明関係は1547年（天文16年）の遣明船で断絶したが、1581年（天正9年）と1583（天正11年）に朝鮮国王が日本に送った国書の宛先の「日本国王」とは室町幕府の15代将軍足利義昭であった。

### 豊臣政権

明皇帝勅諭（複製）より抜粋。国立歴史民俗博物館展示。

安土桃山時代、文禄の役の講和折衝にあたり、秀吉は朝鮮の領土割譲、明皇女の降嫁、朝鮮王子の人質などを要求したが、現場担当者がこれを握り潰し、秀吉に降伏の意志があると伝えて和議が成立した。これを受けて明の神宗万暦帝は豊臣秀吉に誥命（こうめい）を与えたが、そのなかに、「茲に特に爾を封じて日本国王と為す」の一文があった。このとき、皇帝の臣下である国王とされたことに激怒した秀吉が誥命が書かれた国書を破り捨てたなどの逸話があるが後世の創作であり、実際には国書を下げ渡された堀尾吉晴が保管しており、現在も重要文化財（「綾本墨書 明王贈豊太閤冊封文」）として大阪歴史博物館に所蔵されている。島津義弘が息子の忠恒宛てに出した書状には1596年（慶長元年）9月1日に明の使節に対面した秀吉はご機嫌であり、冊封そのものに秀吉が反発した様子はうかがえない。しかし朝鮮王子が来日しなかったことが原因で講和が破れ、戦争が再開したという。ルイス・フロイスによると、明使は「明帝が秀吉を日本国王に封ずる旨を書いた板」を掲げて堺から大坂に向かったと伝えている。

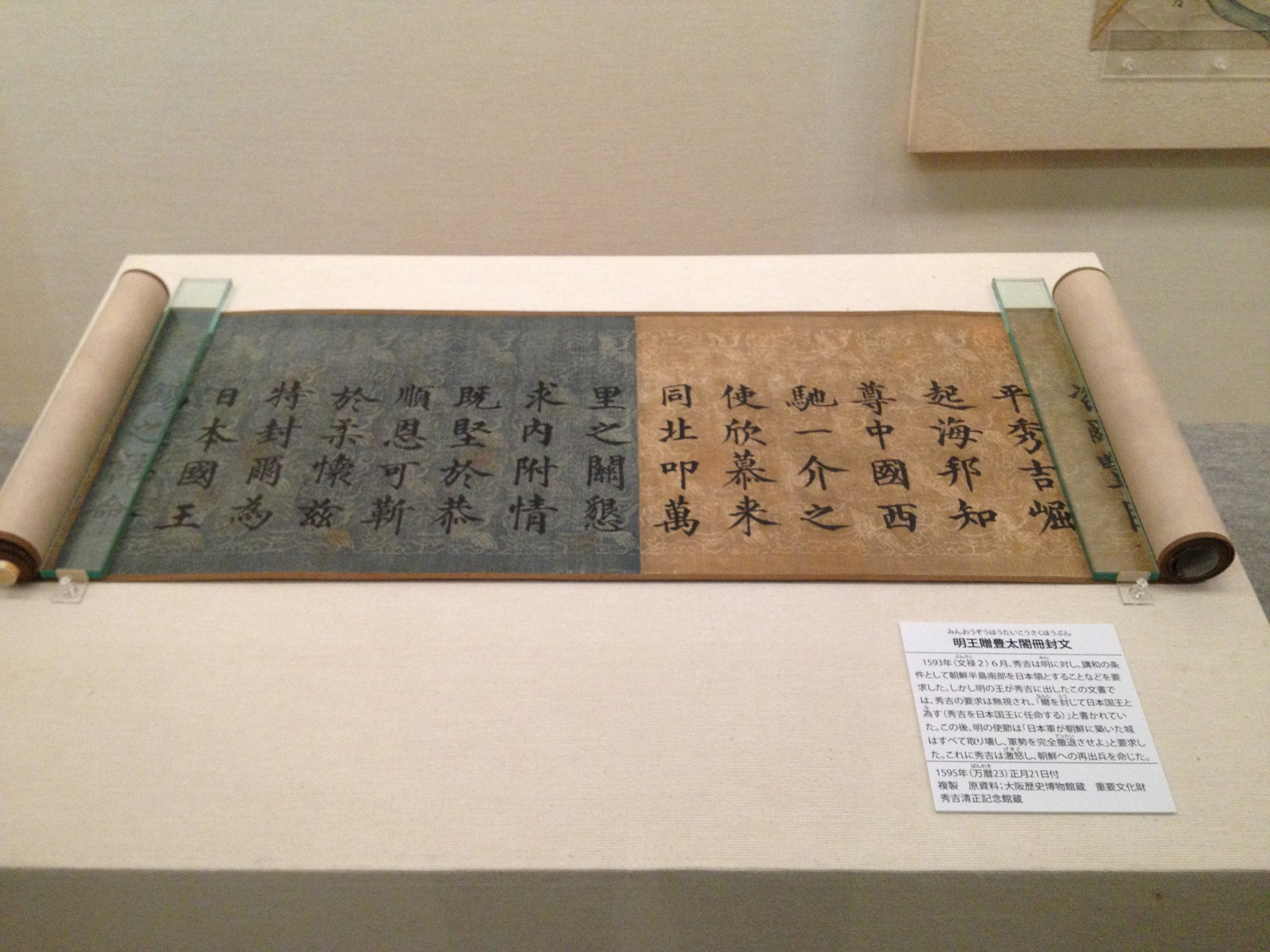
明王贈豊太閤柵封文(複制) 秀吉清正記念館

### 江戸幕府
秀吉死後の徳川家康は明と朝鮮に対して戦後処理交渉を始め、明や朝鮮への人質の送還を命じ、1600年（慶長5年）8月には商人島原宗安が坊津を出港し、人質の茅国科（茅国器の弟）を福州経由で北京まで送った。1606年（慶長11年）冬に朝鮮へ送った国書では「日本国王」を家康が称し、かつて秀吉が受け取った日本国王の金印が押された。
江戸幕府2代将軍徳川秀忠は李氏朝鮮との国交修復を図り、対馬藩主の宗氏に交渉を命じた。しかし1617年（元和3年）、1624年（寛永元年）と朝鮮使節への返書について宗氏は国書を偽造し、その国書において将軍の肩書きを「日本国王」とした。しかしこの偽造は1634年（寛永11）年には発覚し（柳川一件）、幕府はこれ以後将軍の肩書きとして「日本国大君」の称号を使用した。徳川家宣の時代には新井白石の建議で一時的に「日本国王」を用いたことがあったが、徳川吉宗は再び「大君」号に改め、以降全ての将軍は「大君」号を使用した。なお、幕府が定めた禁中並公家諸法度には僧正の任命規定を定めた十四条に「国王」という文言が一箇所あり、18世紀後半に成立した法度の注釈書『慶長公家諸法度註釈 全』では「天子・将軍」を意味するとされている。1617年に以心崇伝が徳川将軍の称号を「日本国源某」と称して「王」を書かず、中華思想圏の朝鮮から見た日本が冊封国の王でない点を考慮し、日本の王（この場合は天皇）と朝鮮の王は国書のやり取りをしないと述べている。この王は冊封国の王でなく、天子・将軍を意味する王であった。

### 明治時代以降
天皇が対外的に「日本国皇帝」もしくは「日本国天皇」の号を用いたために「日本国王」号は用いられることがなくなった。

## 朝鮮半島における天皇の呼称
朝鮮半島では、長らく自らの王や周辺諸国の王が「皇」や「帝」の文字を使用することは道理に反するとして認めず、天皇のことを「日本国王」「日王」などと呼んできた。現在でも、大統領等の公式な場以外のマスコミなどでは「日王（イラン）」と呼ぶか「天皇（チョナン）」と呼ぶかで意見が分かれており、大半は「日王」表記が主である。

## 日本国王ナカソネ
1986年（昭和61年）、中曽根康弘首相に宛てたスワジランド国王ムスワティ3世即位式への招待状の名義が「日本国王ナカソネ」となっていたため話題となった。